# Voacanga pachyceras
Voacanga pachyceras là một loài thực vật có hoa trong họ La bố ma. Loài này được Leeuwenb. miêu tả khoa học đầu tiên năm 1985.